# Emin
Un emin era un funcionario del Imperio otomano; un administrador, el titular de un eminet, y a menudo responsable de los derechos de aduana. A diferencia del titular de un timar, un emin era un funcionario asalariado. Los emines podían operar fuera de la burocracia otomana normal; no eran necesariamente musulmanes.

## Loseminescomo funcionarios de aduanas
El emin solía ser un funcionario de aduanas, es decir, un gümrük emini. Se encargaba de gestionar los ingresos procedentes de ciertos impuestos y recaudaba los derechos de las mercancías exportadas por los extranjeros. Aunque formalmente era un funcionario fiscal, la función del emin (al igual que la de otros funcionarios, como el kadi) podía variar en la práctica; también podía participar en labores consulares, de mediación o incluso notariales; y como representante del Estado otomano, podía estar autorizado a detener a súbditos otomanos que hubieran cometido delitos en territorio extranjero. Por ello, un emin residente en un puerto extranjero que comerciara con el Imperio otomano podía ser valioso para ambas partes. Un emin que sirviera en un puerto podía incluso actuar como capitán de puerto  o podía impedir la exportación de mercancías restringidas; al menos en un caso, Estambul tuvo que dar instrucciones específicas a un emin para que permitiera la exportación de un cargamento de 27 000 k de plomo destinado a los aliados, que el emin había detenido en el puerto.

## Loseminescomo agentes del gobierno
Un emin también podía ejercer el control gubernamental sobre los gremios, aunque si el sultán reconocía las reglas propias de un gremio, éstas podían ser aplicadas como ley por un kadi.
El emin también podía ocupar el lugar de un recaudador de impuestos, cobrando un paquete definido de impuestos, y podía informar a la autoridad central identificando nuevas formas de aumentar dicho tipo de recaudación. El sultán podía otorgar amplios poderes al emin para garantizar la recaudación de impuestos. También podía ser designado para gestionar proyectos de construcción importantes y presentar un informe completo sobre cada proyecto, con detalles financieros.
Los emines también supervisaban la acuñación de monedas, para evitar el robo de plata u otros fraudes por parte de los empleados de la ceca.
Los emines podían incluso ser nombrados auditores, para investigar las irregularidades en la recaudación de impuestos realizadas por otros funcionarios; podían hacer recomendaciones sobre cómo remediar el problema.